# Styloleptus zorrillai
Styloleptus zorrillai es una especie de escarabajo longicornio del género Styloleptus, tribu Acanthocinini, subfamilia Lamiinae. Fue descrita científicamente por Zayas en 1975.

## Descripción
Mide 6-8,7 milímetros de longitud.

## Distribución
Se distribuye por Cuba.